# Love and Kisses (album av Dannii Minogue)
Love and Kisses är ett musikalbum av Dannii Minogue, utgivet i Australien under namnet Dannii 1990 och internationellt under namnet Love and Kisses 1991.
Albumet började spelas in 1988 i New York. 

## Låtlista (Australien)
- Party Jam
- Call To Your Heart
- So Hard To Forget
- Love And Kisses
- Work
- Love Traffic
- Success
- I Don't Wanna Take This Pain
- Attitude
- True Lovers

Singlarna från Dannii var Love And Kisses, Success och I Don't Wanna Take This Pain. Dessa var originalversioner som endast gavs ut som singlar i Australien. 1991 var det dags för albumet att ges ut internationellt med namnet Love And Kisses (i Japan som Party Jam). Detta albumet innehöll två nyinspelade cover låtar och flera av de tidigare låtarna var remixade.

## Låtlista (internationellt)
- Love And Kisses (UK Remix 7" Edit)
- Success (UK Remix 7" Edit)
- So Hard To Forget
- Party Jam (UK Edit)
- Attitude
- Work
- Jump To The Beat
- Call To Your Heart
- I Don't Wanna Take This Pain
- Love Traffic
- Baby Love (Original Mix)
- True Lovers (UK Remix)

Singlarna från Love And Kisses var Love And Kisses (UK Remix), Success (UK Remix), Jump To The Beat och Baby Love.
Dannii spelade in låten I Don't Wanna Take This Pain på nytt med producenterna bakom Jump To The Beat och Baby Love. Den versionen släpptes som singel med ett återutgivning av Love And Kisses vid namn 'Love And Kisses And...

## Låtlista (Love And Kisses And...)
- Love And Kisses (UK Remix 7" edit)
- Success (UK Remix 7" edit)
- So Hard To Forget
- Party Jam (UK edit)
- Attitude
- Work
- Baby Love (Silky 70's 7" edit)
- Call To Your Heart
- Jump To The Beat
- Love Traffic
- I Don't Wanna Take This Pain (UK Version)
- True Lovers (UK Remix)
- Baby Love (Silky 70's 12" Remix)
- Success (Bruce Forest 12" Remix)
- Love And Kisses (12" Remix)
- Jump To The Beat (L.A 12" Mix)

Love And Kisses är än idag Dannii Minogue's mest sålda album. Nådde plats nummer 8 på brittiska hit-listan.
Ursprungligen producerat av Alvin Moody och Vincent Bell, nya spår på Love And Kisses producerade av L.A Mix.
Remixer av Dancing Danny D Mob, Bruce Forest och Steve Hurley förekommer på Love And Kisses och Love And Kisses And...